# هدایت استخوانی

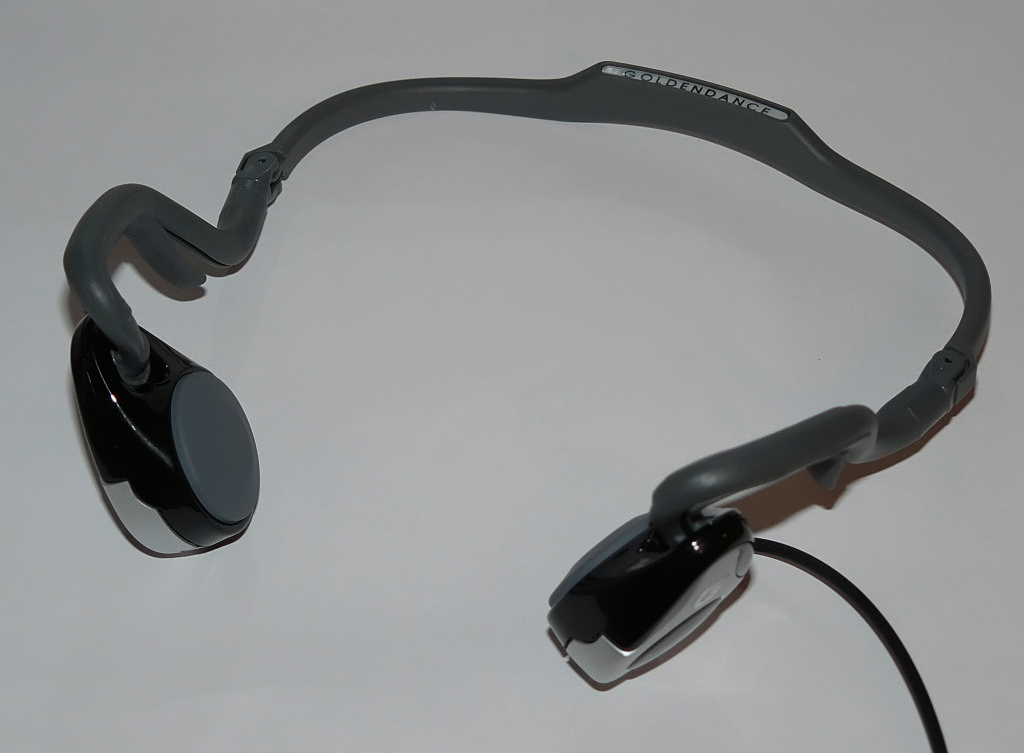
نمونه‌ای از یک هدفون که به صورت القای استخوانی صدا را در جمجمه تولید می‌کند و تداخلی در شنیدن صداها ایجاد نمی‌کند

هدایت استخوانی یا القای استخوانی (به انگلیسی: Bone Conduction) تکنولوژی است که بر پایه ارتعاشات از طریق استخوان جمجمه صدا را به گوش داخلی منتقل می‌سازد. از این تکنولوژی در عینک گوگل استفاده شده‌است.
افراد زمانی که صدای خود را ضبط می‌کنند و آن را پخش می‌کنند، با چیزی که خودشان می‌شنوند متفاوت است. چون سرعت انتقال و کیفیت انتقال صدا در هوا با استخوان تفاوت دارد در نتیجه فرد به کمک القای استخوانی صداهای زیر را به صورت کامل‌تری می‌شنود در نتیجه خروجی صدای فرد با صدایی که خودش می‌شنود متفاوت است.
تعدادی از ابزارهای کمک شنوایی به کمک این تکنولوژی صدا را به گوش داخلی انتقال می‌دهند تا عارضه‌های گوش بیرونی را جبران کنند. همچنین از این تکنیک برای ساخت میکروفون‌های القای استخوانی نیز استفاده می‌شود. در سال ۱۹۲۳ برای اولین بار این تکنیک معرفی شد.
مزیت لزوم کاربرد این تکنولوژی در گجت‌ها این است که به کاربر امکان شنیدن صداهای محیطی را بدهد و خطر تصادف یا موارد مشابه به خاطر نشنیدن صداهای محیطی کاربر را تهدیدنکند.

## دسته‌بندی
این تکنولوژی به در سه گروه از ابزارها کاربرد دارد:
1. کاربرد در هدفون‌ها
2. کاربرد در ابزارهای کمک شنوایی
3. ابزارهای ارتباطات خاص مانند ایجاد ارتباط در زیر آب و در محیط‌های پرصدا و شلوغ

## مزایا
از مزایای این ابزار
1. از شنیدن صداهای بیرونی جلوگیری نمی‌کند و اجازه شنیدن صداهای محیطی را به کاربر می‌دهد.
2. شنیدن صدا در محیط‌های بسیار شلوغ
3. قابل شنیدن صدا در صورتی که گوش کاملاً بسته شده باشد یا گوش بیرونی فرد مشکلی در روند شنوایی فرد ایجاد کرده‌باشد.

## معایب
معایب این تکنولوژی به شرح زیر هستند:
1. در بعضی از موارد این تکنولوژی با صدای استریو تداخل صوتی ایجاد می‌کند.
2. برای تولید این صدا انرژی بیشتری نسبت به هدفون‌های معمولی نیاز است.
3. پهنای باند صدا را کاهش می‌دهد.